# Luis Monteverde
Luis Monteverde (Buenos Aires, 21 de septiembre de 1859 - La Plata, 28 de junio de 1925) fue un agrimensor, ingeniero y político argentino, que ocupó el cargo de gobernador de la provincia de Buenos Aires entre 1921 y 1922.

## Biografía
Cursó sus estudios en Buenos Aires, y trabajó como escribiente en el Departamento de Ingenieros de la Nación, realizando trabajos de topografía y cartografía durante la Conquista del Desierto y en la fundación de la ciudad de La Plata. Radicado en esa ciudad, trabajó en la Inspección de Ferrocarriles de la provincia de Buenos Aires. Formó parte del Consejo de Obras Públicas provincial y fue uno de los proyectistas y constructores del Museo de Ciencias Naturales de La Plata.
Se diplomó de agrimensor en 1886 en el Colegio de Ingenieros de la Nación, título luego confirmado por la Universidad Nacional de La Plata.
Fue concejal en el primer Concejo Deliberante de La Plata, ocupando el mismo cargo en varias oportunidades más. Afiliado a la Unión Cívica, fue elegido diputado nacional en 1890. Cuando la Unión Cívica se dividió, Monteverde se unió a la Unión Cívica Radical. Tuvo una participación muy importante en la revolución de 1893, en la que fue el jefe de la Junta Revolucionaria en La Plata; pese a la derrota militar, pocos días después sus seguidores acompañaron al gobernador revolucionario Juan Carlos Belgrano.
Fue nuevamente legislador bonarense entre 1896 y 1898. En 1898 fue elegido intendente de La Plata por el radicalismo opuesto a la abstención ordenada por sus directivos, y al año siguiente fue elegido senador provincial. Fue docente en la Universidad Nacional de La Plata y fue decano de la Facultad de Ingeniería de la misma. En 1914 fue candidato a diputado nacional, pero perdió las elecciones.
Posteriormente se unió al radicalismo oficialista, partidario del presidente Hipólito Yrigoyen, y fue candidato a la vicegobernación de la provincia de Buenos Aires en 1918, siendo elegido con el 59%, junto al gobernador José Camilo Crotto. Después de tres años de gestión, éste renunció por diferencias con Yrigoyen, y Monteverde asumió la gobernación en mayo de 1921, configurando el único caso en la historia en que un ex Intendente de la ciudad capital de la Provincia de Buenos Aires (es decir, intendente de La Plata desde que existe la ciudad) terminó siendo Gobernador de la Provincia de Buenos Aires.
Fueron sus ministros Obdulio Siri, en Gobierno, Manuel L. del Carril, en Hacienda, y Juan B. Rivera, en Obras Públicas. Su gestión duró menos de un año. Durante la misma disminuyó la deuda pública, aunque gobernó sin presupuesto, porque los legisladores se negaron a aprobar ninguno de sus proyectos. Creó el Museo Provincial de Bellas Artes, extendió los canales de drenaje de la pampa deprimida y promovió una ley orgánica de las municipalidades.
Aumentó también el número de alumnos en las escuelas, cubrió los cargos en el Poder Judicial ignorando las razones políticas, y extendió y cambió el déficit del Ferrocarril de La Plata al Meridiano V por un superávit. Fue uno de los primeros gobernadores en visitar Carmen de Patagones, en ocasión de inaugurar la conexión ferroviaria con el resto del país, a través del Ferrocarril del Sud.
Tras el final de su mandato, en los primeros días de mayo de 1922, fue elegido diputado nacional; proyectó un hospital para enfermos de tuberculosis en Sierra de la Ventana, la Biblioteca de la Ciudad de La Plata, que luego se incorporó a la Universidad, y el Monumento a Giuseppe Garibaldi en la Plaza Italia de Buenos Aires.

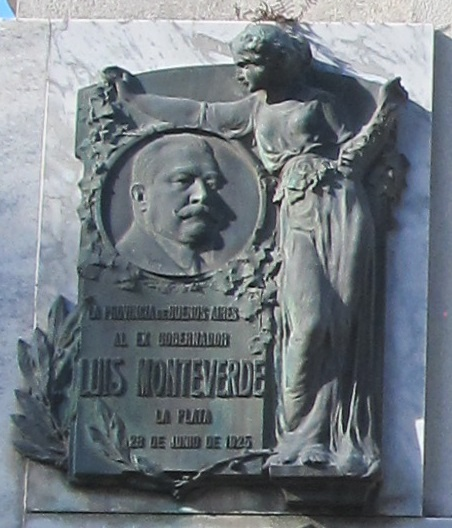
Placa homenaje a Luis Monteverde en su bóveda del Cementerio de La Plata (28 de junio de 1925)

Siendo aún diputado, Monteverde falleció en su casa de La Plata en junio de 1925.)
Una estación del Ferrocarril Provincial de Buenos Aires, en el partido de Florencio Varela, la importante Avenida 7 de La Plata, la Ruta Provincial 4 en algunos tramos y calles en algunas localidades recuerdan a este gobernador.